# Georges Gariel
Georges Joseph Hyacinthe Fortuné Gariel est un juriste français né le 2 décembre 1872 à Grenoble où il et mort le 14 janvier 1957.

## Biographie
Issu d'une famille de la bourgeoisie grenobloise, Georges est le fils d'un avocat et le neveu de Hyacinthe Gariel, conservateur de la bibliothèque. Il est docteur en droit en 1896 puis chargé de cours en économie politique à l'université de Paris (1897-1898) et celle de Montpellier (1898-1900).
Il fait finalement toute sa carrière en Suisse, à l'Université de Fribourg, où il est professeur extraordinaire de 1901 à 1902 puis professeur ordinaire de 1902 à 1933. Il y occupe également des responsabilités administratives en tant que doyen de la faculté de droit (1904-1905 ; 1910-1911 ; 1921-1922), recteur de l'université de 1911 à 1912 puis vice-recteur de 1912 à 1913.
Il est également élu en 1918 vice-directeur du Bureau international de la propriété littéraire et artistique (Berne). Resté attaché à sa ville natale, il est élu en 1933 membre de l'Académie delphinale, qu'il préside à deux reprises (1937 ; 1956-1957).
Il épouse la petite-fille du magistrat grenoblois (premier président de la Cour d'appel) et député Casimir Royer, et est donc le beau frère de Louis Royer.

## Distinctions
- Officier du Nichan Iftikhar
- Officier de l'Instruction publique
- Officier de la Légion d'honneur (1932)
- Officier de l'ordre Polonia Restituta